# Reverence (Emperor-ep)
 For alternative betydninger, se Reverence. (Se også artikler, som begynder med Reverence)
Reverence er en ep fra det norske black metal-band Emperor. Den blev udgivet i 1997 for at gøre reklame for deres næste studiealbum Anthems to the Welkin at Dusk – den første sang stammer fra albummet, den anden skulle oprindeligt have været med på det men blev droppet og den tredje er en instrumental version af "Inno A Satana" fra debutalbummet In The Nightside Eclipse.

## Spor
1. "The Loss and Curse of Reverence" – 6:10
2. "In Longing Spirit" – 6:00
3. "Opus a Satana" (instrumental version of "Inno A Satana") – 4:17